# Salzach
Salzach (nemško: [ˈzaltsax]), (starejša raba v slovenščini Salica) je reka v Avstriji in Nemčiji. Je desni pritok reke Inn in je dolga 227 kilometrov, njen tok se preko Inna pridruži Donavi. Njeno porečje s površino 6.829 km2 obsega velik del severnih apneniških in srednjevzhodnih Alp. 83 % njenega porečja (5.643 km2) je v Avstriji, preostanek v Nemčiji (Bavarska). Njeni največji pritoki so Lammer, Berchtesgadener Ache, Saalach, Sur in Götzinger Achen.
Tuji obiskovalci jo pogosto napačno imenujejo "reka Salzburg". Verjetno je to posledica podobnosti v imenih.

## Etimologija
Ime reke izhaja iz nemške besede salz za 'sol' in Aach (zelo razširjen zgornje nemški hidronim, iz stare visokonemške aha (proto-germanska * ahwō – 'tekoča voda', končno iz PIE * hakʷā- ('gibljiva voda'). Do 19. stoletja je bilo pošiljanje soli po reki Salza (starejša slovenščina Salica) pomemben del lokalnega gospodarstva. Prevoz se je končal, ko je vzporedna železniška proga Salzburg – Tirolska nadomestila stari prometni sistem.

## Potek
Salzach je glavna reka v avstrijski zvezni deželi Salzburg. Izvir je na robu Kitzbühelskih Alp blizu Krimmla v zahodni regiji Pinzgau. Njen tok drenira več alpskih pašnikov na približno 2300 metrih nmv, med Krimmlom in tirolsko deželno mejo, 3–5 kilometrov severno od prelaza Gerlos na pobočju Salzachgeierja (2466 m) in bližnjim vrhom Schwebenkopf (2354 m).
Od tu teče proti vzhodu skozi veliko dolino preko kraja Bruck an der Großglocknerstraße južno od jezera Zell do Schwarzach im Pongau. Nato zavije proti severu in preide Sankt Johann im Pongau. Severno od tu Salzach tvori ozko sotesko Salzachöfen med Berchtesgadenskimi Alpami in Tennengebirge ter nato steče skozi Hallein in mesto Salzburg.
Salzach od sotočja s pritokom reke Saalach v severni Salzburški kotlini tvori skoraj 70 kilometrov dolgo mejo med Bavarsko, Nemčijo ter avstrijskima deželama Salzburg in Zgornjo Avstrijo. Mesta na bregovih v spodnjem delu so Laufen in njegovo sestrsko mesto Oberndorf bei Salzburg, Tittmoning in Burghausen. Vsa ta mesta imajo mejne prehode.
Reka se končno pridruži reki Inn v Haimingu med Burghausnom in Braunauom.

## Pritoki
Zgornji in spodnji tok: Putzengraben , Trattenbach [ceb; de; sv] in Dürnbach  iz Kitzbühelskih Alp, Krimmler Ache, Obersulzbach  Untersulzbach, Habach , Hollersbach , Felberbach , Stubache, Kapruner Ache z Visokega Taurna, Pinzga iz jezera Zell, Fuscher Ache, Rauriser Ache iz Visokega Taurna, Dientener Bach  iz Salzburških Skrilanih Alp, Gasteiner Ache, Großarlbach, Kleinarlbach z Visokega Taurna, Fritzbach  iz masiva Dachstein, Mühlbach  in Blühnbach  iz Hochköniga.
Spodnji tok: Lammer z vzhoda, Torrener Bach  (v dolini Blunau) iz Berchtesgadenskih Alp, Taugl in Almbach iz Hintersee, oba iz skupine Osterhorn, Königsseer Ache iz Königsseeja, Kehlbach, Fischach z jezera Wallersee, Klausbach, največji pritoki Saalach, Sur in Götzinger Achen na bavarski strani, Oichten pri Oberndorfu in Moosach v mejni regiji Salzburg-Zgornja Avstrija.

## Hidroelektrarne
Trenutno na Salzachu deluje 12 hidroelektrarn. Elektrarne so navedene na začetku vodnih virov:
| Dam                | Zmogljivost (MW) | Letna proizvodnja (Mio. kwh) |
| ------------------ | ---------------- | ---------------------------- |
| Schwarzach         | 120              | 482                          |
| Wallnerau          | 13               | 38                           |
| St. Veit           | 16               | 67                           |
| St. Johann         | 16               | 71                           |
| Urreiting          | 16               | 76                           |
| Bischofshofen      | 16               | 70                           |
| Kreuzbergmaut      | 18               | 80                           |
| Werfen-Pfarrwerfen | 16               | 81                           |
| Gamp               | 8                | 53                           |
| Sohlstufe Hallein  | 16               | 81                           |
| Urstein            | 22               | 120                          |
| Sohlstufe Lehen    | 13               | 81                           |

## Mostovi
V mestu Salzburg je 13 mostov čez reko Salzach za motoriziran in nemotoriziran promet. Dolvodno so samo čezmejni mostovi in sicer most med Laufenom in Oberndorfom ter Europastegom ter most med Tittmoningom in Ettenauom (občina Ostermiething) ter dva med Burghausenom in Hochburg-Achom (Wanghausen: Novi most in Ach an der: Stari most). Na zgornjem in srednjem toku reke so številni mostovi.
Mnoge od teh mostov so poplave večkrat uničile. Poplava 13. avgusta 1959 z 2100 m³ / s je pomenila konec pravkar zgrajenega avtocestnega mostu pod Salzburgom, ki se je zrušil zaradi spodkopanja dna.
Razpravlja se o gradnji dodatnega mostu za čezmejni motorni promet na območju Laufna. Do zdaj kljub ugotovitvi ustrezne potrebe ni bil dosežen noben dogovor. Ovira med drugim so bili protesti prebivalcev in velik, zaščiten poplavni gozdni pas.
Poleg tega se razmišlja o gradnji mostu za pešce tik pred izlivom Salzacha med Haimingom in Überackernom.
- Prvi most čez Salzach na poti do Salzachgeierja
- Majhen most na območju Niedernsilla
- Most v Halleinu z umetniško instalacijo
- Mozartsteg v Salzburgu
- Most Oberndorf–Laufen
- Most Ach–Burghausen
- Makartsteg v Salzburgu

## Turizem in prosti čas
- V Haus der Natur je stalna razstava o Lebensader Salzach
- Dobro označena kolesarska pot Tauernradweg se začne pri Krimmlskih slapovih v narodnem parku Visoke Ture in vodi ob rekah Salzach, Saalach in Inn, deloma po starih vlečnih poteh (Treppelwegen) do Passaua.
- Iz Laufna preko Tittmoninga ob reki vodi pot do Burghausna (približno 40 km), ki jo je na nemški strani zelo enostavno prehoditi.
- Na najnižjem rečnem odseku je mogoče pri lokalnih turističnih uradih rezervirati vožnje s pletnami, ki potekajo poleti nekajkrat mesečno, po poti ladijskega prometa s soljo.